# Zobaczyłem zjednoczony naród
Zobaczyłem zjednoczony naród – film dokumentalny zrealizowany przez Annę Ferens, ukazujący obraz Polski po katastrofie smoleńskiej, widziany oczami zagranicznych korespondentów. Premierowy pokaz filmu odbył się 29 kwietnia 2011 w warszawskim klubie Hybrydy. Wcześniej, 17 kwietnia 2011, film był emitowany na antenie telewizji Polsat News.
Reżyserka oddaje głos zagranicznym dziennikarzom, którym pozwala się swobodnie wypowiadać. W ich relacjach powraca tytułowe zadziwienie tym, że Polacy potrafią się tak zjednoczyć. Zwracają oni też uwagę na swoisty paradoks – przed Pałacem Prezydenckim w Warszawie stali ludzie, którzy nie lubili zmarłego prezydenta Lecha Kaczyńskiego, którzy przyznają, że na niego nie głosowali. Zwracają również uwagę na zmianę wizerunku prezydenta w polskich mediach – serdecznego, uśmiechniętego, bez specjalnie wyłapywanych grymasów i niekorzystnych ujęć.  
Film był rozpowszechniany jako dodatek do numeru 18 (926) „Gazety Polskiej” z 4 maja 2011 roku w nakładzie 141 200 egzemplarzy (na płycie DVD, razem z filmem List z Polski).
9 maja 2011 odbył się pokaz filmu w Galerii „Nowego Dziennika” w Nowym Jorku.